# Floris Gerts
Floris Gerts (Maastricht, Holanda del Sud, 3 de maig de 1992) és un ciclista neerlandès, professional des del 2016. Actualment corre al BMC Racing Team. En el seu palmarès destaca la Dorpenomloop Rucphen i la Volta Limburg Classic.

## Palmarès en ruta
- 2013
  - Vencedor d'una etapa al Tour del Franc Comtat
- 2015
  - 1r a la Dorpenomloop Rucphen
  - 1r a l'Omloop Het Nieuwsblad sub-23
  - Vencedor d'una etapa al Tour de Normandia
  - Vencedor d'una etapa al Triptyque ardennais
- 2016
  - 1r a la Volta Limburg Classic